# Skaz pro to, kak car' Pёtr arapa ženil
Skaz pro to, kak car' Pёtr arapa ženil (Сказ про то, как царь Пётр арапа женил) è un film del 1976 diretto da Aleksandr Naumovič Mitta.

## Trama
Una volta allo zar Pietro il Grande fu presentato un piccolo principe nero, un ragazzino gentile e intelligente. Avendo imparato rapidamente tutte le scienze da Pietro, fu mandato in Francia per acquisire conoscenze più approfondite e maniere raffinate. Di ritorno da Parigi, a uno dei balli l'ararap si innamorò della figlia di un ricco nobile, Nataša.